# Карр, Генри
Генри Уильям Карр (англ. Henry William Carr; 27 ноября 1942, Монтгомери, Алабама, США — 29 мая 2015, Гриффин, Джорджия, США) — американский легкоатлет, двукратный чемпион летних Олимпийских игр в Токио (1964).

## Спортивная карьера
Являлся одним из сильнейших бегунов мира 1960-х гг. Уже в средней школе раскрылись его необычайные спринтерские способности, а во время обучения в Университете штата Аризона он стал настоящей звездой североамериканской лёгкой атлетики. Трижды становился чемпионом Соединённых Штатов, был рекордсменом мира на дистанциях 200 м, 220 ярдов и 4 х 440 ярдов.
В 1963 г. победил на первенстве NCAA в забеге на 220 ярдов и стал чемпионом AAU. В том же году установил высшее мировое достижение на 200-метровке (20,4 сек.) и на 220 ярдов (20,3 сек.). В следующем году обновил рекорд мира на дистанции 220 ярдов (20,2 сек.). В 1963 и 1964 гг. возглавлял мировой легкоатлетический рейтинг на дистанции 200 м.
На летних Олимпийских играх в Токио (1964) победил в забеге на 200 м, установив новый олимпийский рекорд (20,3 сек.). В составе сборной США выиграл эстафету 4×400 с новым мировым рекордом (3: 00,7). Примечательно, что на предолимпийском отборе в Лос-Анджелесе он занял только четвёртое место и в команду его включили благодаря успешным выступлениям на других стартах.
В сезонах (1963/64) не сумел победить только в двух забегах на дистанциях 200м / 220 ярдов, в которых стартовал.
После завершения легкоатлетической карьеры перешёл в американский футбол, выступал на позиции защитника за клуб НФЛ Нью-Йорк Джайентс (1965—1968), приняв участие в 37 играх. Позже стал приверженцем Свидетелей Иеговы, служил проповедником. Кроме того, открыл собственный ресторан.
В 1975 г. был включён в Зал легкоатлетической славы штата Аризона (Arizona State Sun Devils Athletics Hall of Fame), в 1997 г. — в Зал легкоатлетической славы США (USA Track and Field Hall of Fame).